# Two Guys and a Girl
Two Guys, a Girl and a Pizza Place (română Doi bărbați, o fată și o pizzerie, reintitulată Two Guys and a Girl în al 3-lea sezon) este un sitcom creat de Kenny Schwartz și Danny Jacobson. Cele 4 sezoane au fost difuzate de ABC între anii 1998–2001.

## Synopsis

### Sezoanele 1 și 2
Personajele principale ale seriei sunt Michael Leslie „Berg” Bergen - Ryan Reynolds, Peter „Pete” Dunville - Richard Ruccolo și Sharon Carter (mai târziu Carter-Donnelly) - Traylor Howard. În primele două sezoane, acțiunea s-a centrat în jurul vieții lui Berg, un student absolvent, ce lucrează cu Pete la o pizzerie de pe Beacon Street, Boston. Amândoi au învățat la universitatea Tufts University, spre deosebire de vecina lor, Sharon, ce a lucrat ca purtător de cuvânt la compania „Immaculate Chemicals”. 

### Sezoanele 3 și 4
Din sezonul 3, pizzeria a fost abandonată complet (din această cauză și schimbarea titlului serialului), iar Berg s-a angajat ca medic la un spital. Pete a devenit vice-președinte la o companie de cosmetice, apoi pompier. Johnny și Sharon s-au căsătorit și au devenit administratorii clădirii în care stăteau. Berg iese cu Irene (Jillian Bach), vecina lor nebună de vizavi, iar Pete a început să se întâlnească cu o colegă pompier numită Marti (Tiffani Thiessen).
ABC a mutat difuzarea din mijlocul săptămânii vineri seara, ducând la o scădere imediată a numărului de telespectatori. După ce serialul a fost mutat înapoi, pentru două săptămâni, miercurea într-o încercare de a-și redobândi ratingul, el a fost anulat. Cel de-al patrulea sezon s-a terminat cu un episod de o oră întreagă numit „The Internet Show”, în care fanii au votat online care din cele trei fete va rămâne însărcinată (câștigătoarea a fost Ashley).

## Personaje
- Ryan Reynolds ca Michael Leslie Bergen
- Richard Ruccolo ca Peter Dunville
- Traylor Howard ca Sharon Carter-Donnelly
- Jennifer Westfeldt ca Melissa
- David Ogden Stiers ca „D-l. Bauer”
- Nathan Fillion ca Johnny Donnelly
- Suzanne Cryer ca Ashley
- Jillian Bach ca Irene
- Tiffani Thiessen ca Marti

## Episoade

### Sezonul 1 (1998)
1. Pilot
2. Two Guys, a Girl and a Presentation
3. Two Guys, a Girl and a Guy
4. Two Guys, a Girl and a Celtic Game
5. Two Guys, a Girl and an Apartment
6. Two Guys, a Girl and a Softball Team
7. Two Guys, a Girl and a Recovery
8. Two Guys, a Girl and a Party
9. Two Guys, a Girl and a Chance Encounter
10. Two Guys, a Girl and a Pizza Delivery
11. Two Guys, a Girl and How They Met
12. Two Guys, a Girl and a Dad
13. Two Guys, a Girl and a Landlord

### Sezonul 2 (1998-1999)
1. Two Guys, a Girl and Someone Better
2. Two Guys, a Girl and a Vacation
3. Two Guys, a Girl and a Tattoo
4. Two Guys, a Girl and a Homecoming
5. Two Guys, a Girl and an Elective
6. Two Guys, a Girl and a Psycho Halloween
7. Two Guys, a Girl and an Internship
8. Two Guys, a Girl and a Wedding
9. Two Guys, a Girl and Oxford
10. Two Guys, a Girl and a Thanksgiving
11. Two Guys, a Girl and a Limo
12. Two Guys, a Girl and a Christmas Story
13. Two Guys, a Girl and a Gamble
14. Two Guys, a Girl and a Proposal
15. Two Guys, a Girl and Graduation
16. Two Guys, a Girl and Valentine’s Day
17. Two Guys, a Girl and the Storm of the Century [1/2]
18. Two Guys, a Girl and Ashley’s Return [2/2]
19. Two Guys, a Girl and a Fighter
20. Two Guys, a Girl and a Mother’s Day
21. Two Guys, a Girl and Barenaked Ladies
22. Two Guys, a Girl and an Engagement [1/2]

### Sezonul 3 (1999-2000)
1. A New Hope [2/2]
2. Au Revoir Pizza Place
3. Teacher's Pet Peeve
4. Career Day
5. Sunday in the Apartment
6. Halloween 2: Mind Over Body
7. Berg’s New Roommate
8. Foul Play
9. Talking Turkey
10. Liver and Learn
11. A Moving Script
12. Out With the Old
13. Bridesmaid Revisited
14. The Monitor Story
15. The Wedding Dress
16. A Rookie Script
17. Feast or Fireman
18. Once Again From the Beginning
19. War Stories
20. Two Guys, a Girl and a Bachelorette
21. Love Shack
22. Another Moving Script
23. The Undercard
24. El Matrimonio Loco

### Sezonul 4 (2000-2001)
1. The Bear
2. Meat
3. 15 Minutes of Shame
4. The Satanic Curses
5. A Germ Runs Through It
6. The One Without Dialogue
7. Disco Nights
8. My Dinner with Irene
9. Drip
10. Rescue Me
11. Burning Down the House
12. Give Mommy a Kiss
13. I’ve Got a Secret
14. The Aftermath
15. An Eye for a Finger
16. A Few Good Firemen
17. Adventures of Captain Karma
18. Make Mine Tea
19. The Love Boat
20. The Icewoman Cometh
21. Should I Stay Or Should I Go?
22. The Internet Show